# Rune Djurhuus

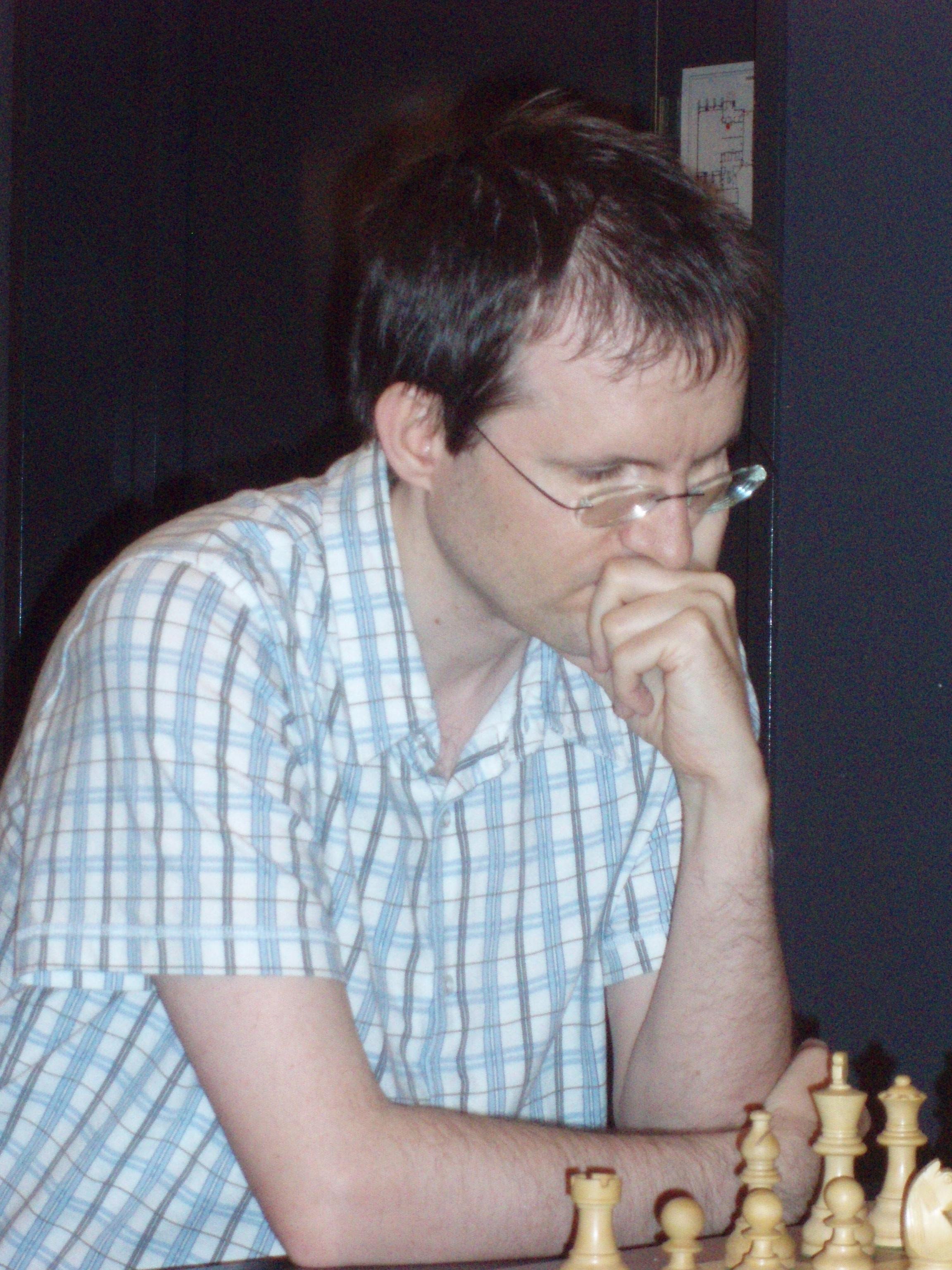
Rune Djurhuus (2007)

Rune Djurhuus (Elverum, 25 januari 1970) is een Noors schaker. Hij is, sinds 1996, een grootmeester (GM).  
De familienaam Djurhuus komt van de Faeröer-eilanden. Rune Djurhuus komt uit dezelfde familie als Hans Andrias Djurhuus en Janus Djurhuus.  Rond zijn zesde levensjaar leerde hij schaken. In 1980 werd hij lid van de  Elverum Sjakklubb, in 1991 van de  Akademisk Sjakklubb van de Universiteit van Oslo, waar hij informatica studeerde. Hij woont in Oslo en heeft een zoon en een dochter. Djurhuus schrijf regelmatig schaakcolumns voor de Oslose krant Aftenposten en de Trondheimse krant  Adresseavisen.  

## Resultaten
In 1985 werd hij kampioen van de Noorse junioren, rond de jaarwisseling 1990/91 werd hij in Arnhem Europees kampioen bij de jeugd tot 20 jaar, voor Vladimir Kramnik en Loek van Wely. In 1990 en 1992 werd hij Noors kampioen blitzschaken. Rond de jaarwisseling 1993/94 won hij het Troll Masters toernooi in Gausdal. In 2004 won hij de Barent-Meisterschaft in Alta. 
Sinds 1989 heeft hij de titel internationaal meester (IM), grootmeester (GM) werd hij in 1996, na het behalen van een GM-norm bij de Schaakolympiade 1992 in Manilla en twee normen bij de Troll Masters in Gausdal 1994/95 en 1995/96. Hij behaalde in 1994 de titel Internationaal Meester in correspondentieschaken. Bij de Noorse kampioenschappen bordschaak werd hij viermaal tweede (1990, 1994, 2000, 2003) en vijfmaal derde (1988, 1995, 1996, 1998, 1999). Ook in juli 2005 speelde hij mee in het toernooi om het kampioenschap van Noorwegen en eindigde toen met 5.5 uit 9 op de vijfde plaats.

## Nationale teams
Djurhuus nam met het team van Noorwegen deel aan de Schaakolympiade in  1988, 1990, 1992, 1994, 1996, 2006 en 2014  en aan het Europees schaakkampioenschap voor landenteams in 1989, waarbij hij aan bord 6 het  beste individuele resultaat behaalde.

## Schaakverenigingen
In de Noorse competitie speelde  Djurhuus tot 2013 voor Akademisk Sjakklubb Oslo, waar hij in 1996 en 2001 clubkampioen was, in seizoen 2014/15 speelde hij voor de  Nordstrand Sjakklubb. In de Zweedse competitie speelde hij van 1999 tot 2009 voor Skara Schacksällskap.

## Externe koppelingen
- (en)   Informatie over schaakpartijen van Rune Djurhuus op ChessGames.com
- (en)   Informatie over schaakpartijen van Rune Djurhuus op 365chess.com
- (en)  FIDE-ratinggegevens voor Rune Djurhuus
- website Akademisk Sjakklubb